# Лу Жанмонно
Лу Жанмонно-Лоран (фр. Lou Jeanmonnot-Laurent; 28 жовтня 1998, Понтарльє, Франція) — французька біатлоністка, чотириразова чемпіонка світу в естафетах. Переможниця та призер етапів Кубка світу.

## Біографія
Першим видом спорту була гімнастика. Пізніше почала займатися лижними перегонами та гірським велоспортом. У 14 років перейшла у біатлон. У 16 років їй довелося вибирати між лижами та гірським велосипедом і вона залишилася в біатлоні.

### Юніорські досягнення
У січні 2015 року взяла участь у XII Європейському юнацькому олімпійському зимовому фестивалі в Бюрзерберзі, де виграла золоту медаль у перегонах переслідування. То були її перші міжнародні змагання.
2016 року брала участь у юнацькому чемпіонаті світу, де фінішувала у всіх особистих перегонах у десятці. Цього ж року виступала на зимових юнацьких Олімпійських іграх у Ліллегаммері, завоювавши бронзу у перегонах переслідування.
У сезоні 2016—2017 дебютувала на юніорському Кубку IBU, де найкращим результатом стало срібло в одиночній змішаній естафеті в Поклюці. 2017 року стала чемпіонкою світу серед юніорів в індивідуальних перегонах і здобула срібло у перегонах переслідування.
У сезоні 2017—2018 здобула першу особисту перемогу на юніорському Кубку IBU у спринті у Нове Место-на-Мораві та за результатами сезону виграла загальний залік та залік спринтерських перегонів.
У 2018 та 2019 роках ставала чемпіонкою світу серед юніорів в естафеті.

### Доросла кар'єра

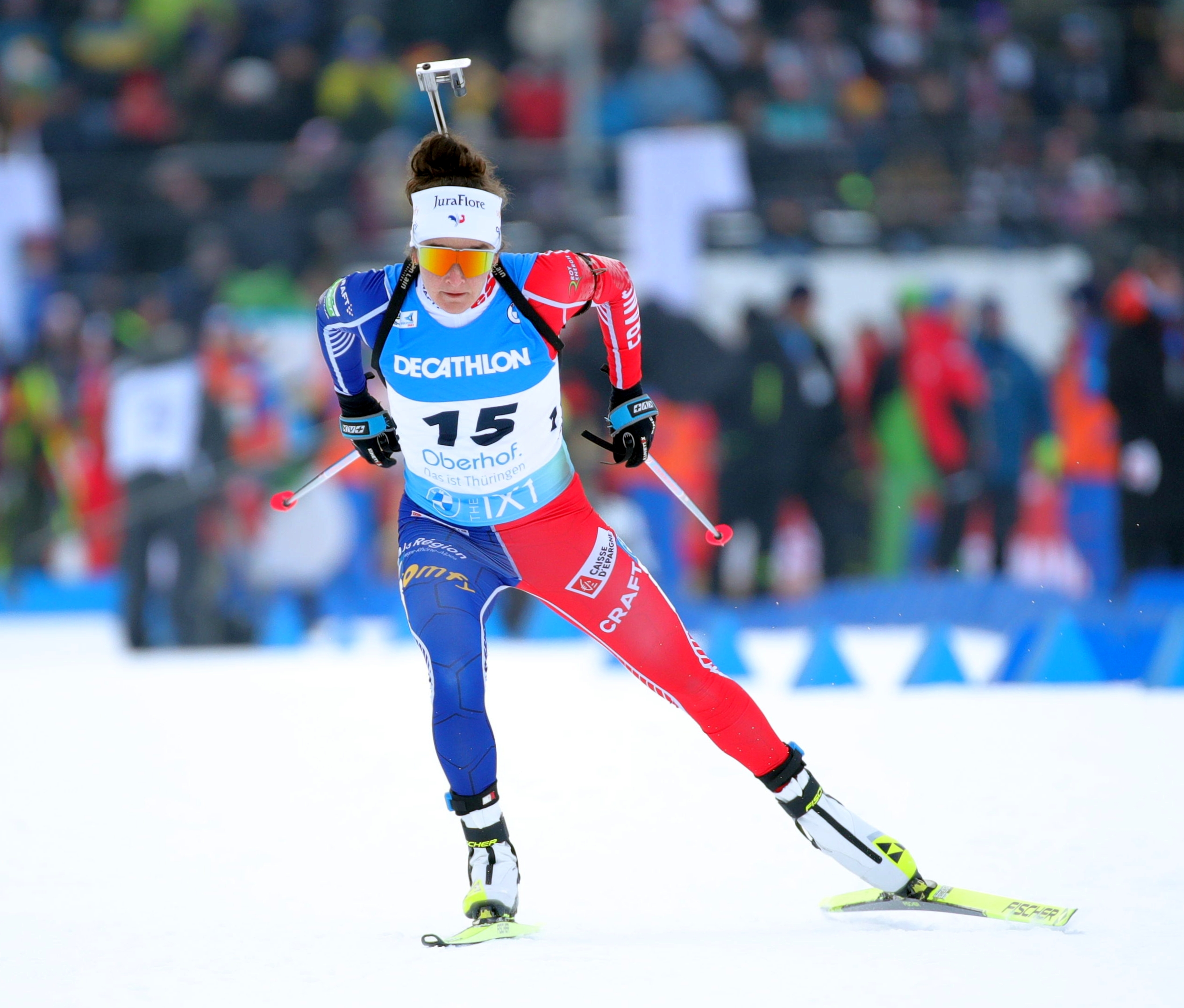
Чемпіонат світу 2023, Обергоф

У сезоні 2018—2019 дебютувала на Кубку IBU в Ідрі (Швеція). 2019 року виступала на Чемпіонаті Європи, де виграла бронзову медаль в одиночній змішаній естафеті з Арістідом Бегю.
У сезоні 2019—2020 піднялася на свій перший п'єдестал на Кубку IBU, здобувши бронзу в суперспринті в італійському Ріднау.
У сезоні 2020—2021 дебютувала на Кубку світу у Нове Место-на-Мораві у спринті, де посіла 30-те місце та набрала перші очки у Кубку світу.
Сезон 2021—2022 майже повністю провела на Кубку IBU, де виступала досить успішно, на останніх етапах 5 разів підіймалася на п'єдестал (4 рази в особистих перегонах та 1 раз в естафеті). На Чемпіонаті Європи здобула срібло в одиночній змішаній естафеті з Емільєном Клодом. У підсумку сезон закінчила лідером загального заліку Кубка IBU. Наприкінці біатлонного сезону виступила на етапі Кубка світу в Осло.
Сезон 2022—2023 повністю провела на Кубку світу завдяки перемозі в загальному заліку Кубка IBU минулого сезону. Першу перемогу на Кубку світу здобула в естафетних перегонах в Гохфільцені. На наступному етапі в Ансі потрапила у свою першу квіткову церемонію, посівши 6 місце у мас-старті. На етапі у Поклюці взяла срібло в одиночній змішаній естафеті з Антоненом Гігонною. Перший особистий подіум відбувся в індивідуальних перегонах у Рупольдингу, результатом якої стало 2 місце. На першому своєму Чемпіонаті світу в Обергофі залишилася без медалей, у перегонах переслідування фінішувала 6-ю та потрапила до квіткової церемонії. Всього за сезон здобула 3 перемоги в естафетах та виграла 4 срібла (2 особисті та 2 в естафетах).
Сезон 2023—2024 почала з перемоги у змішаній естафеті в Естерсунді. На цьому ж етапі виграла перше особисте золото в спринті, потім і в переслідуванні фінішує першою, вигравши у Франциски Пройс 0,3 секунди. Тим самим ставши четвертою француженкою в історії, якій вдалося виграти дубль спринт+переслідування. 2024 року стала чемпіонкою світу в одиночній змішаній естафеті з Кентенон Фійон Має та в естафеті в Нове Место-на-Мораві. Тут же виборює бронзові медалі у спринті та мас-старті. Провівши успішний сезон, фінішує другий у загальному заліку Кубка світу, поступившись італійці Лізі Вітоцці. За сезон 18 разів підіймалася на п'єдестал, з них 9 разів із перемогою (4 особисті та 5 в естафетах).
Сезон 2024—2025 почала зі срібних медалей у змішаній естафеті та жіночій естафеті, після чого виграла короткі індивідуальні перегони на етапі в Контіолахті. Етап у Гохфільцені почала з 4-го місця у спринті, у переслідуванні піднялася на 1-шу позицію. На французькому етапі в Ансі залишилася без медалей. На етапі в Обергофі після 7-ї позиції у спринті взяла золото у переслідуванні. У Рупольдінгу виграла індивідуальні перегони. На етапі в Антгольці виграла золотий дубль спринт + переслідування та взяла бронзу з французькою командою в естафеті.
Чемпіонат світу 2025 у Ленцергайді розпочала з золота у змішаній естафеті, потім здобула бронзову медаль в індивідуальних перегонах на 15 км і ще одне золото у класичній естафеті. У Поклюці у березні завоювала малий кришталевий глобус Кубка світу. Боролася за великий кришталевий глобус, але фінішувала другою.

## Результати

### Перемоги на Кубку світу та ЧС
Шаблон:Столбцы
Шаблон:Столбец
В личных гонках
| №   | Сезон     | Место проведения           | Гонка                         |
| --- | --------- | -------------------------- | ----------------------------- |
| 1.  | 2023/2024 | Шаблон:Флаг Эстерсунд      | Спринт                        |
| 2.  | 2023/2024 | Шаблон:Флаг Эстерсунд      | Гонка преследования           |
| 3.  | 2023/2024 | Шаблон:Флаг Солджер Холлоу | Гонка преследования           |
| 4.  | 2023/2024 | Шаблон:Флаг Канмор         | Масс-старт                    |
| 5.  | 2024/2025 | Шаблон:Флаг Контиолахти    | Короткая индивидуальная гонка |
| 6.  | 2024/2025 | Шаблон:Флаг Хохфильцен     | Гонка преследования           |
| 7.  | 2024/2025 | Шаблон:Флаг Оберхоф        | Гонка преследования           |
| 8.  | 2024/2025 | Шаблон:Флаг Рупольдинг     | Индивидуальная гонка          |
| 9.  | 2024/2025 | Шаблон:Флаг Антхольц       | Спринт                        |
| 10. | 2024/2025 | Шаблон:Флаг Антхольц       | Гонка преследования           |
| 11. | 2024/2025 | Шаблон:Флаг Поклюка        | Масс-старт                    |
| 12. | 2024/2025 | Шаблон:Флаг Осло           | Гонка преследования           |

Шаблон:Столбец
В эстафетных гонках
| №   | Сезон     | Место проведения                                                    | Гонка              |
| --- | --------- | ------------------------------------------------------------------- | ------------------ |
| 1.  | 2022/2023 | Шаблон:Флаг Хохфильцен                                              | Эстафета           |
| 2.  | 2022/2023 | Шаблон:Флаг Антхольц                                                | Эстафета           |
| 3.  | 2022/2023 | Шаблон:Флаг Нове-Место                                              | Смешанная эстафета |
| 4.  | 2023/2024 | Шаблон:Флаг Эстерсунд                                               | Смешанная эстафета |
| 5.  | 2023/2024 | Шаблон:Флаг Оберхоф                                                 | Эстафета           |
| 6.  | 2023/2024 | Шаблон:Флаг Рупольдинг                                              | Эстафета           |
| 7.  | 2023/2024 | Шаблон:Флаг ЧМ Нове-Место                                           | Сингл-микст        |
| 8.  | 2023/2024 | Шаблон:Флаг ЧМ Нове-Место                                           | Эстафета           |
| 9.  | 2024/2025 | Шаблон:Флаг ЧМ Ленцерхайде                                          | Смешанная эстафета |
| 10. | 2024/2025 | [[Файл:Шаблон:Прапор Швейцария\|20x13px\|Швейцария]] ЧМ Ленцерхайде | Эстафета           |
| 11. | 2024/2025 | Шаблон:Флаг Нове-Место                                              | Эстафета           |

Шаблон:Столбцы/конец

### Чемпіонат світу
7 медалей (4 золоті, 3 бронзові)
| Чемпіонат світу                                                       | Індивідуальні перегони | Спринт | Перегони переслідування | Мас-старт | Естафета | Змішана естафета | Сингл-мікст |
| --------------------------------------------------------------------- | ---------------------- | ------ | ----------------------- | --------- | -------- | ---------------- | ----------- |
| [[Файл:Шаблон:Прапор Германия\|20x13px\|Германия]] 2023 Оберхоф       | 7                      | 26     | 6                       | 15        | 4        | -                | 5           |
| [[Файл:Шаблон:Прапор Чехия\|20x13px\|Чехия]] 2024 Нове-Місце          | 6                      | 3      | 7                       | 3         | 1        | -                | 1           |
| [[Файл:Шаблон:Прапор Швейцария\|20x13px\|Швейцария]] 2025 Ленцерхайде | 3                      | 6      | 4                       | 6         | 1        | 1                | -           |

### Кубок світу
Результати сезонів на Кубку світу
| Сезон     | Зароблені очки | Загальний залік | Індивідуальні перегони | Спринт | Перегони переслідування | Мас-старт |
| --------- | -------------- | --------------- | ---------------------- | ------ | ----------------------- | --------- |
| 2020/2021 | 32             | 72              | -                      | 77     | 57                      | -         |
| 2021/2022 | 10             | 95              | -                      | -      | 69                      | -         |
| 2022/2023 | 593            | 11              | 6                      | 15     | 14                      | 5         |
| 2023/2024 | 1068           | 2               | 8                      | 4      | 3                       | 1         |
| 2024/2025 |                |                 | 1                      | 2      | 1                       |           |

| 2024/2025 Підсумки | 2024/2025 Підсумки | Контіолахті | Контіолахті | Контіолахті | Контіолахті | Контіолахті | Контіолахті | Гохфільцен | Гохфільцен | Гохфільцен | Ансі | Ансі | Ансі | Обергоф | Обергоф | Обергоф | Обергоф | Рупольдинг | Рупольдинг | Рупольдинг | Антгольц | Антгольц | Антгольц | ЧМ Ленцерхайде | ЧМ Ленцерхайде | ЧМ Ленцерхайде | ЧМ Ленцерхайде | ЧМ Ленцерхайде | ЧМ Ленцерхайде | ЧМ Ленцерхайде | Нове-Место | Нове-Место | Нове-Место | Поклюка | Поклюка | Поклюка | Поклюка | Осло | Осло | Осло |
| Очків              | Місце              | Озм         | См          | Эст         | КорИнд      | Спр         | МС          | Спр        | Пр         | Эст        | Спр  | Пр   | МС   | Спр     | Пр      | Озм     | См      | Инд        | Эст        | МС         | Спр      | Пр       | Эст      | См             | Спр            | Пр             | Инд            | Озм            | Эст            | МС             | Спр        | Пр         | Эст        | КорИнд  | МС      | См      | Озм     | Спр  | Пр   | МС   |
|                    |                    | —           | 2           | 2           | 1           | 17          | 8           | 4          | 1          | 2          | 35   | 18   | 14   | 7       | 1       | —       | 2       | 1          | —          | 9          | 1        | 1        | 3        | 1              | 6              | 4              | 3              | —              | 1              | 6              | 4          | 4          | 1          | 7       | 1       | —       | —       | 2    | 1    |      |

| 2023/2024 Підсумки | 2023/2024 Підсумки | Эстерсунд | Эстерсунд | Эстерсунд | Эстерсунд | Эстерсунд | Эстерсунд | Хохфильцен | Хохфильцен | Хохфильцен | Ленцерхайде | Ленцерхайде | Ленцерхайде | Оберхоф | Оберхоф | Оберхоф | Рупольдинг | Рупольдинг | Рупольдинг | Антхольц | Антхольц | Антхольц | Антхольц | ЧМ Нове-Место | ЧМ Нове-Место | ЧМ Нове-Место | ЧМ Нове-Место | ЧМ Нове-Место | ЧМ Нове-Место | ЧМ Нове-Место | Осло | Осло | Осло | Осло | Солджер Холлоу | Солджер Холлоу | Солджер Холлоу | Канмор | Канмор | Канмор |
| Очків              | Місце              | Озм       | См        | Инд       | Эст       | Спр       | Пр        | Спр        | Пр         | Эст        | Спр         | Пр          | МС          | Спр     | Пр      | Эст     | Эст        | Спр        | Пр         | КорИнд   | Озм      | См       | МС       | См            | Спр           | Пр            | Инд           | Озм           | Эст           | МС            | Инд  | МС   | Озм  | См   | Спр            | Эст            | Пр             | Спр    | Пр     | МС     |
| 1068               | 2                  | —         | 1         | 24        | 5         | 1         | 1         | 15         | 13         | 3          | —           | —           | 15          | 9       | 5       | 1       | 1          | 4          | 4          | 3        | —        | 5        | 2        | —             | 3             | 7             | 6             | 1             | 1             | 3             | 13   | 3    | 5    | —    | 3              | 6              | 1              | 2      | 2      | 1      |

| 2022/2023 Підсумки | 2022/2023 Підсумки | Контиолахти | Контиолахти | Контиолахти | Контиолахти | Хохфильцен | Хохфильцен | Хохфильцен | Анси | Анси | Анси | Поклюка | Поклюка | Поклюка | Поклюка | Рупольдинг | Рупольдинг | Рупольдинг | Антхольц | Антхольц | Антхольц | ЧМ Оберхоф | ЧМ Оберхоф | ЧМ Оберхоф | ЧМ Оберхоф | ЧМ Оберхоф | ЧМ Оберхоф | ЧМ Оберхоф | Нове-Место | Нове-Место | Нове-Место | Нове-Место | Эстерсунд | Эстерсунд | Эстерсунд | Осло | Осло | Осло |
| Очків              | Місце              | Інд         | Ест         | Спр         | Пр          | Спр        | Пр         | Эст        | Спр  | Пр   | МС   | Спр     | Пр      | Озм     | См      | Инд        | Эст        | МС         | Спр      | Пр       | Эст      | См         | Спр        | Пр         | Инд        | Озм        | Эст        | МС         | Спр        | Пр         | См         | Озм        | Инд       | Эст       | МС        | Спр  | Пр   | МС   |
| 593                | 11                 | 12          | 4           | 47          | 25          | 31         | 16         | 1          | 9    | 29   | 6    | 10      | 13      | 2       | —       | 2          | 6          | 13         | 10       | 8        | 1        | —          | 26         | 6          | 7          | 5          | 4          | 15         | 13         | 16         | 1          | —          | 16        | 2         | 2         | 15   | отм  | 18   |

| 2021/2022 Підсумки | 2021/2022 Підсумки | Эстерсунд | Эстерсунд | Эстерсунд | Эстерсунд | Эстерсунд | Хохфильцен | Хохфильцен | Хохфильцен | Анси | Анси | Анси | Оберхоф | Оберхоф | Оберхоф | Оберхоф | Рупольдинг | Рупольдинг | Рупольдинг | Антхольц | Антхольц | Антхольц | ОИ Пекин | ОИ Пекин | ОИ Пекин | ОИ Пекин | ОИ Пекин | ОИ Пекин | Контиолахти | Контиолахти | Контиолахти | Отепя | Отепя | Отепя | Отепя | Осло | Осло | Осло |
| Очків              | Місце              | Инд       | Спр       | Спр       | Эст       | Пр        | Спр        | Пр         | Эст        | Спр  | Пр   | МС   | Спр     | См      | Озм     | Пр      | Спр        | Эст        | Пр         | Инд      | МС       | Эст      | См       | Инд      | Спр      | Пр       | Эст      | МС       | Эст         | Спр         | Пр          | Спр   | МС    | См    | Озм   | Спр  | Пр   | МС   |
| 10                 | 95                 | —         | —         | —         | —         | —         | —          | —          | —          | —    | —    | —    | —       | —       | —       | —       | —          | —          | —          | —        | —        | —        | —        | —        | —        | —        | —        | —        | —           | —           | —           | —     | —     | —     | —     | 55   | 31   | —    |

| 2020/2021 Підсумки | 2020/2021 Підсумки | Контиолахти | Контиолахти | Контиолахти | Контиолахти | Контиолахти | Хохфильцен | Хохфильцен | Хохфильцен | Хохфильцен | Хохфильцен | Хохфильцен | Оберхоф | Оберхоф | Оберхоф | Оберхоф | Оберхоф | Оберхоф | Оберхоф | Антхольц | Антхольц | Антхольц | ЧМ Поклюка | ЧМ Поклюка | ЧМ Поклюка | ЧМ Поклюка | ЧМ Поклюка | ЧМ Поклюка | ЧМ Поклюка | Нове-Место | Нове-Место | Нове-Место | Нове-Место | Нове-Место | Нове-Место | Нове-Место | Эстерсунд | Эстерсунд | Эстерсунд |
| Очків              | Місце              | Инд         | Спр         | Спр         | Эст         | Пр          | Спр        | Пр         | Эст        | Спр        | Пр         | МС         | Спр     | Пр      | См      | Озм     | Спр     | Эст     | МС      | Инд      | МС       | Эст      | См         | Спр        | Пр         | Инд        | Озм        | Эст        | МС         | Эст        | Спр        | Пр         | Спр        | Пр         | См         | Озм        | Спр       | Пр        | МС        |
| 32                 | 72                 | —           | —           | —           | —           | —           | —          | —          | —          | —          | —          | —          | —       | —       | —       | —       | —       | —       | —       | —        | —        | —        | —          | —          | —          | —          | —          | —          | —          | —          | 30         | 35         | 48         | 26         | —          | —          | 56        | 42        | —         |

### Кубок IBU
| Сезон     | Очки | Загальний залік | Індивідуальні перегони | Спринт | Перегони переслідування | Мас-старт |
| --------- | ---- | --------------- | ---------------------- | ------ | ----------------------- | --------- |
| 2018/2019 | 264  | 25              | 54                     | 24     | 20                      | -         |
| 2019/2020 | 240  | 33              | 17                     | 42     | 60                      | 28        |
| 2020/2021 | 340  | 6               | 23                     | 8      | 10                      | -         |
| 2021/2022 | 668  | 1               | 17                     | 3      | 6                       | 3         |

| 2018/2019 Итоги | 2018/2019 Итоги | Идре | Идре | Идре | Риднау-валь-Риданна | Риднау-валь-Риданна | Риднау-валь-Риданна | Риднау-валь-Риданна | Обертиллиах | Обертиллиах | Обертиллиах | Обертиллиах | Душники-Здруй | Душники-Здруй | Арбер  | Арбер | Арбер | Ленцерхайде | Ленцерхайде | Ленцерхайде | Ленцерхайде | Отепя    | Отепя   | Отепя | Мартелл-валь-Мартелло | Мартелл-валь-Мартелло | Мартелл-валь-Мартелло |
| Очков           | Место           | Спр  | Спр  | Пр   | Осм                 | См                  | Спр                 | Пр                  | Інд         | ССпр(кв)    | ССпр(ф)     | Спр         | Спр           | Спр           | КорІнд | Спр   | Пр    | Спр         | Пр          | Осм         | См          | ССпр(кв) | ССпр(ф) | Спр   | Спр                   | Спр                   | МС                    |
| 264             | 25              | 20   | 16   | 6    | 4                   | —                   | 13                  | 14                  | 20          | 24          | 17          | 16          | —             | —             | —      | —     | —     | —           | —           | —           | —           | 23       | 7       | 42    | —                     | —                     | —                     |

| 2019/2020 Итоги | 2019/2020 Итоги | Шушен | Шушен | Шушен | Риднау-валь-Риданна | Риднау-валь-Риданна | Риднау-валь-Риданна | Риднау-валь-Риданна | Обертиллиах | Обертиллиах | Обертиллиах | Обертиллиах | Брезно-Осрблье | Брезно-Осрблье | Брезно-Осрблье | Брезно-Осрблье | Брезно-Осрблье | Брезно-Осрблье | Мартелл-валь-Мартелло | Мартелл-валь-Мартелло | Мартелл-валь-Мартелло | Мартелл-валь-Мартелло | Мартелл-валь-Мартелло | Мартелл-валь-Мартелло | Минск-Раубичи | Минск-Раубичи | Минск-Раубичи |
| Очков           | Место           | Спр   | Спр   | Пр    | ССпр(кв)            | ССпр(ф)             | Спр                 | МС                  | КорІнд      | Спр         | Осм         | См          | КорІнд         | Спр            | Осм            | См             | Спр            | Пр             | Спр                   | МС                    | ССпр(кв)              | ССпр(ф)               | Спр                   | Пр                    | Спр           | Спр           | МС            |
| 240             | 33              | 43    | 32    | 34    | 24                  | 3                   | 18                  | 22                  | 20          | 30          | —           | —           | 24             | 17             | 2              | —              | 26             | 27             | 50                    | 20                    | —                     | —                     | —                     | —                     | —             | —             | —             |

| 2020/2021 Итоги | 2020/2021 Итоги | Арбер | Арбер | Арбер | Арбер  | Арбер | Арбер | Арбер | Брезно-Осрблье | Брезно-Осрблье | Брезно-Осрблье | Брезно-Осрблье | Брезно-Осрблье | Брезно-Осрблье | Обертиллиах | Обертиллиах | Обертиллиах | Обертиллиах | Обертиллиах |
| Очков           | Место           | Спр   | Спр   | Эст   | КорІнд | Спр   | Осм   | См    | Спр            | Пр             | КорІнд         | Эст            | Спр            | Пр             | КорІнд      | Спр         | Спр         | См          | Осм         |
| 340             | 6               | 2     | 11    | 5     | 18     | 3     | 4     | —     | 9              | 5              | 7              | 5              | 15             | 8              | —           | —           | —           | —           | —           |

| 2021/2022 Итоги | 2021/2022 Итоги | Идре | Идре | Идре | Шушен    | Шушен   | Шушен | Шушен | Обертиллиах | Обертиллиах | Обертиллиах | Обертиллиах | Брезно-Осрблье | Брезно-Осрблье | Брезно-Осрблье | Брезно-Осрблье | Брезно-Осрблье | Нове-Место | Нове-Место | Ленцерхайде | Ленцерхайде | Ленцерхайде | Ленцерхайде | Риднау-валь-Риданна | Риднау-валь-Риданна | Риднау-валь-Риданна | Риднау-валь-Риданна |
| Очков           | Место           | Спр  | Спр  | Пр   | ССпр(кв) | ССпр(ф) | Спр   | МС    | Інд         | Спр         | См          | Осм         | Спр            | Спр            | КорІнд         | Спр            | Пр             | Спр        | Спр        | Спр         | ССпр(кв)    | ССпр(ф)     | МС          | Спр                 | Пр                  | Осм                 | См                  |
| 668             | 1               | 15   | 19   | 4    | 9        | 8       | 5     | 11    | 15          | 7           | —           | 4           | 17             | 14             | DNS            | DNS            | —              | 4          | 55         | 8           | 3           | 3           | 3           | 1                   | 3                   | 2                   | —                   |

### Чемпіонат Європи
| Рік  | Місце                                                        | Індивід. гонка | Спринт | Перегони переслідування | Змішана естафета | Сингл-мікст |
| ---- | ------------------------------------------------------------ | -------------- | ------ | ----------------------- | ---------------- | ----------- |
| 2019 | [[Файл:Шаблон:Прапор Беларусь\|20x13px\|Беларусь]] Мінськ    | 40             | 30     | -                       | -                | 3           |
| 2021 | [[Файл:Шаблон:Прапор Польша\|20x13px\|Польша]] Душники-Здруй | 95             | 26     | 25                      | -                | -           |
| 2022 | [[Файл:Шаблон:Прапор Германия\|20x13px\|Германия]] Арбер     | 13             | 5      | 30                      | -                | 2           |

### Юніорські досягнення
| Рік  | Місце проведення | Спринт | Гонка переслідування | Змішана естафета | Сингл-мікст |
| ---- | ---------------- | ------ | -------------------- | ---------------- | ----------- |
| 2016 | Ліллехаммер      | 5      | 3                    | 4                | 4           |

Результати Чемпіонатів світу серед юніорів
| Рік  | Місце проведення | Категорія   | Спринт | Гонка переслідування | Індивідуальна гонка | Естафета |
| ---- | ---------------- | ----------- | ------ | -------------------- | ------------------- | -------- |
| 2016 | Чейле-Градістей  | Дівчата U19 | 5      | 7                    | 7                   | -        |
| 2017 | Брізно-Осрблє    | Дівчата U19 | 14     | 2                    | 1                   | -        |
| 2018 | Естонія Отепяе   | Юніорки U22 | 24     | 15                   | 20                  | 1        |
| 2019 | Брізно-Осрблє    | Юніорки U22 | 13     | 5                    | 28                  | 1        |

Результати сезонів на Кубку IBU серед юніорів
| Сезон     | Окуляри | Загальний залік | Індивідуальні перегони | Спринт | Перегони переслідування |
| --------- | ------- | --------------- | ---------------------- | ------ | ----------------------- |
| 2016/2017 | 203     | 19              | 30                     | 10     | 27                      |
| 2017/2018 | 424     | 1               | 3                      | 1      | 7                       |
| 2018/2019 | 81      | 42              | 69                     | 59     | 21                      |

| 2016/2017 Итоги | 2016/2017 Итоги | Ленцерхайде | Ленцерхайде | Хохфильцен | Хохфильцен | Хохфильцен | Поклюка | Поклюка | Поклюка | Поклюка |
| Очків           | Місце           | Спр         | Інд         | Спр        | Пр         | Эст        | Осм     | См      | Спр     | Спр     |
| 203             | 19              | 10          | 16          | 19         | 16         | —          | 2       | —       | 8       | 15      |

| 2017/2018 | 2017/2018 | Обертиллях | Обертиллях | Ріднау-валь-Ріданна | Ріднау-валь-Ріданна | Нове-Место | Нове-Место |
| Очків     | Місце     | Спр        | Спр        | Інд                 | Спр                 | Спр        | Спр        |
| 424       | 1         | 3          | 5          | 13                  | 2                   | 1          | 2          |

## Екіпірування
На сезон 2024/2025:
- Лижі — Fischer
- Кріплення — Fischer
- Черевики — Fischer
- Лижні палиці — SWIX[en]
- Рукавички — Kinnetixx
- Окуляри — Julbo[fr]